# Verklärungskloster
Verklärungskloster bezeichnet unter dem Patrozinium der Verklärung stehende Klöster:
- Kartause Martinstal bei Crimmitschau, Sachsen
- Vlatades-Kloster, Thessaloniki, Griechenland
- Verklärungs-Kloster von Mhar,  Ukraine
- Heiligen-Verklärungs-Kloster (Spas), Ukraine
- Verklärungskloster (Uhornyky), Ukraine
- Verklärungskloster (Slătioara), Rumänien
- Batheos-Rhyakos-Kloster, Türkei
- Verklärungskloster (Boston), USA
- Charterhouse of the Transfiguration, Vermont, USA